# Werbka (rejon tulczyński)
Werbka (ukr. Вербка) – wieś na Ukrainie, w obwodzie winnickim, w rejonie tulczyńskim, w hromadzie Horodkiwka. W 2001 liczyła 1148 mieszkańców, spośród których 1142 wskazało jako ojczysty język ukraiński, 3 rosyjski, 2 mołdawski, a 1 białoruski